# Hjalmar von Bonsdorff
Hjalmar von Bonsdorff, född 26 november 1869 i Helsingfors, död 5 april 1945 i Stockholm, var en finländsk ämbetsman, kusin till Carl von Bonsdorff.
von Bonsdorff blev Ålands förste landshövding då Ålands län skapades 1918. Han blev snabbt illa omtyckt av ålänningarna då han bland annat försökte diktera vad som skulle skrivas i tidningarna. Han ersattes redan samma år av William Isaksson.
Från och med 1925 var von Bonsdorff ägare av Söderkulla gård. Den finlandssvenska nazistorganisationen Samfundet Folkgemenskap konstituerades på gården hösten 1940 och von Bonsdorff valdes till organisationens ordförande.